# Абарестезія
Абарестезі́я — (від грец. α — не, грец. βαρ — вага, грец. αισθησις — відчуття) — клінічний симптом, який проявляється втратою відчуттів тиску і ваги, які відносяться до тактильних відчуттів.

## Фізіологія відчуттів тиску і ваги
Тактильні відчуття належать до групи шкірних відчуттів, виникають через дію механічних подразників на поверхню шкіри. Необхідною умовою їхнього формування є контакт з об'єктивним подразником, тиск на шкіру, що спричинює  її деформацію. Периферичний тактильний аналізатор являє собою комплекс нервових закінчень в шкіри. Останні з'єднуються з центром аналізатора за допомогою провідного шляху (чутливі нервові волокна), який проходить через спинний мозок, стовбур головного мозку до кори великого мозку. 

## Причина порушень і класифікація
Відбувається:
- при органічному ушкодженні аналізатора центральної нервової системи, відповідального за відчуття тиску і ваги:

- центральна,
- провідникова,
- периферична абарестезія.

- при психічних розладах:

- психічна абарестезія — відчуттів тиску і ваги не з'являється
- хвороблива психічна абарестезія — втрачено здатність сприймати такі відчуття, що пацієнти усвідомлюють і чим можуть бути сильно стурбовані.

Часто входить до симптомокоплексу синдрому Дежеріна. Зниження відчуттів ваги і тиску називають гіпобарестезією.